# Metagenész (athéni építész)
Metagenész (Kr. e. 5. század) ókori görög építész.
Athénből, a Xüpeté démoszból származott, Periklész korában folytatta az eleusziszi Telestrium Korébosz által megkezdett építését, amint ezt Plutarkhosz Periklész-életrajzában közli. Sztrabón és Vitruvius Pollio a Telestrium építését Iktinosznak tulajdonítják.